# Želetavka
Die Želetavka (deutsch Schelletau) ist ein tschechischer Nebenfluss der Thaya.
Sie entspringt in Lesná bei Jemnice im Kraj Vysočina in Mähren. Im oberen Bereich ist das Flussbett eng und bewachsen. Nach Lubnice wird es tiefer und es tauchen Steine und Flussfelsen auf. Bei der Burg Bítov mündet sie in die Thaya.